# Park Eun-sik
Dans ce nom coréen, le nom de famille, Park, précède le nom personnel.
Park Eun-sik ou Park Eunsik (né le 30 septembre 1859 et mort le 1er novembre 1925) est le deuxième président du gouvernement provisoire de la république de Corée du 24 mars au 24 septembre 1925.